# Oleg Kvasha
Oleg Semenovich Kvasha (en ruso Олег Семёнович Кваша, nacido el 13 de septiembre de 1958 en Klaipėda) es un músico y compositor ruso, autor de canciones muy populares en Rusia y la Unión Soviética como "Zelenoglazoe Taksi" ("Зеленоглазое такси"), que popularizó Mijaíl Boyarsky.

## Biografía
Oleg Semenovich Kvasha nació el 13 de septiembre de 1958 en Klaipeda, Lituania, por aquel entonces territorio de la Unión Soviética.
Se graduó en la Escuela de Música en 1982, en el Conservatorio de Estado de Lituania. Posteriormente se trasladó a Leningrado y después trabajó como vigilante nocturno en un club.
La gran etapa de Oleg Kvasha comenzó con canciones como "Крысолов" (Cazador de ratas), escrita en 1982. Este sencillo atrajo inmediatamente la atención de la estrella Alla Pugachova, pero a los ideólogos soviéticos no le gustaba la canción y se pospuso durante casi cinco años. En 1989 durante el Festival de canciones Soviéticas en Zielona Góra, Oleg Kvasha y Irina Ponarovskaya recibieron el primer premio por "Я больше не хочу тебя терять" (No te quiero perder). Junto con Valery Panfilov fue el autor del himno no oficial de San Petersburgo "Санкт-Петербург — гордая белая птица" (San Petersburgo - un pájaro blanco orgulloso).
Artistas como Oleg Alla Pugacheva, Irina Ponarovskaya, Larisa Dolina, Christina Orbakajte, Mikhail Boyarsky, Nicholas Karachentsov, Anne Veski, Marina Tskhai, Yuri Ohochinsky o Sergei Rogoyin han interpretado canciones de Kvasha.
En 2008, apareció su clásico "Zelenoglazoe Taksi" (versión Club Remix) en la banda sonora del videojuego Grand Theft Auto IV, en la emisora Vladivostok FM.